# Brouillard comptable
Pour les articles homonymes, voir Brouillard (homonymie).
Le brouillard comptable désigne originellement le document servant de brouillon et enregistrant toutes les transactions dans un ordre séquentiel, au fil de l'eau. Il désigne aujourd'hui un type d'édition de certains logiciels de comptabilité. N'étant pas un document définitif, il n'est pas normé par la profession. Le brouillard se traduit "Day Book" en anglais. 

## Le brouillard comme brouillon comptable
Du fait de l'intangibilité des écritures inscrites dans un journal, et de la lourdeur du processus de correction d'erreur qui oblige à contre-passer l'écriture fautive et à entrer une nouvelle écriture adéquate, les services comptables utilisaient auparavant ce document qui servait de brouillon pouvant être contrôlé par un supérieur avant d'être définitivement entré dans un journal comptable. 

## Le brouillard comme type d'édition
(Il est parfois appelé brouillard de saisie) 
Un brouillard est un type d'édition présent dans certains logiciels de comptabilité (en général pour des petites entreprises) qui se présente sous la forme d'un journal provisoire dont les écritures peuvent être modifiées ou supprimées : c'est un document de travail, un brouillon. La validation du brouillard confère aux écritures une fois contrôlées un caractère définitif. Il peut arriver qu'un brouillard agrège les écritures de plusieurs journaux et les présente dans l'ordre séquentiel de leur saisie.